# Серенада (балет)
«Серена́да» (англ. Serenade) — одноактный бессюжетный балет Джорджа Баланчина, поставленный в 1934 году на музыку Серенады для струнного оркестра П. И. Чайковского (1880). Первый (вместе с «Моцартианой») балет, поставленный Баланчиным в Соединённых Штатах Америки, признанный шедевр неоклассической хореографии.

## История постановки
Прибыв в Америку из Англии 17 октября 1933 года по приглашению Линкольна Кирстайна и Эдварда Варбурга, Джордж Баланчин, пользуясь их финансовой поддержкой, первым делом открыл здесь балетную школу. В самом начале 1934 года она переехала из Хартфорда, Коннектикут, в Нью-Йорк, в здание на Мэдисон-авеню, в это же время отец Эдварда, Феликс Варбург, пригласил взрослых учащихся, бравших вечерние уроки, исполнить что-либо на одном из его приёмов. С этой целью Баланчин и приступил к постановке.
Премьера состоялась в воскресенье, 10 июня 1934 года в загородном поместье Варбурга 
«Уайт-Плейнс» (White Plains) на следующий день после показа балета «Моцартиана». Также вторым отделением был показан балет «Мечтания» (Dreams).
Полгода спустя, 6 декабря 1934 года, балет был исполнен в музее Уодсворт Атенеум (Хартфорд, Коннектикут). Сценическая премьера, считающаяся официальной датой рождения балета, состоялась 1 марта 1935 года в Нью-Йорке, на сцене театра Адельфи. Дирижировал премьерой Шандор Хармати. 
В 1941 году Баланчин возобновил постановку для труппы Американского Караван-балета, впоследствии переставлял балет ещё несколько раз. В 1952 году балет приобрёл «романтические» длинные тюники бледно-голубого цвета (художник по костюмам — Варвара Каринская).

## Строение
Серенада Чайковского состоит из четырёх частей:
1. Pezzo en forma di sonatina — Пьеса в форме сонатины
2. Valse — Вальс
3. Elegia — Элегия
4. Finale (Tema russo) — Финал на русскую тему

Баланчин построил Сонатину, взяв за образец урок в балетном классе. Необычный рисунок построения танцовщиц объяснялся их нечётным числом, неудобным для постановки — хореограф должен был занять 17 учениц. Следом шёл Вальс, где был задействован единственный солист. Поменяв местами Финал на русскую тему и Элегию, хореограф придал своему произведению более мрачное и одновременно возвышенное звучание.

## Сюжетная линия
Основные сюжетные ходы постановки — опоздание балерины, падение и т. п., Баланчин заимствовал у учениц во время уроков и репетиций постановки. Он не признавал романтическую трактовку своего балета и отрицал наличие в нём скрытого сюжета: 

«В этом балете танцовщики просто движутся под прекрасную музыку. Единственный сюжет балета — музыка серенады, если угодно — это танец при луне».
— Джордж Баланчин
Также он возражал публицисту Эдвину Денби: «Слишком много воображения! Я просто учил моих студентов и сделал балет, где не видно, как плохо они танцуют».

## Оформление
- 1935 — костюмы Жана Люрса, сценография Гастона Лоншана (Gaston Longchamp);
- 1941 — костюмы Кандиду Портинари, сценографию заменил световой дизайн;
- 1948 — автор костюмов неизвестен, световое оформление Жан Розенталь[англ.];
- 1952 — костюмы Варвары Каринской;
- 1964 — световое оформление Рональда Бейтса[англ.];
- после 2000 — световое оформление Марка Стенли.

## В других театрах
В 1947 году Жорж Ирш пригласил Баланчина поработать с труппой парижской Оперы.  «Серенада» стала первым из поставленных здесь четырёх балетов. Премьера балета в оформлении Андре Дельфо состоялась 30 апреля 1947 года, главную женскую партию исполнила балерина Кристиан Воссар.   

### В СССР
В 1983 году, во времена ослабления «железного занавеса», балетмейстер Александр Плисецкий начал переговоры о постановке «Серенады» в СССР. После смерти балетмейстера 30 апреля 1983 года переговоры продолжились уже с артистами, которым он завещал авторские права на свои балеты. Премьера, состоявшаяся в 1984 году в Тбилиси, на сцене театра им. Палиашвили (дирижёр-постановщик — Джансуг Кахидзе), стала первой постановкой Баланчина в СССР: «„Серенада для струнного оркестра“ П. Чайковского отмечена гением великого хореографа XX века Баланчина и знаменует творческое возвращение балетмейстера к себе на родину. Этот лирико-драматический балет, требующий проникновения в содержательный хореографический стиль, А. Плисецкий перенёс на сцену с такой любовью, тщательностью и пониманием, что спектакль стал большим событием».
В том же году балет был показан в Москве, на сцене Большого театра и, по приглашению М. Б. Мульяш, в концертном зале «Россия»:

«Успех балета в Москве на сцене Большого театра и Центрального Концертного зала велик и очевиден. Шедевр Баланчина — одноактный балет на музыку для струнного оркестра Чайковского, вдохновенно исполненной оркестром, возобновлён скрупулёзно и трепетно, Александр Плисецкий сумел добиться от балета художественной дисциплины, которая совсем не исключает одухотворённости танца. Серенада манит воображение, влечёт безграничностью хореографической фантазии, законченной и чистой красотой „материализованной“ музыки, ибо музыкальность хореографа здесь достигла выражения совершенного. Сам факт постановки „Серенады“ выглядит чудесным символом: Баланчин словно вернулся на Родину в одном из лучших своих творений».— Елена Луцкая
В 1986 балет появился в Петербурге — постановку на сцене Малого театра оперы и балета осуществил Александр Прокофьев.

### В России
- 30 апреля 1998 — премьера на сцене Мариинского театра, постановка Франции Расселл[6] и Карин фон Арольдинген при финансовой поддержке Беттины фон Сименс.
- 16 февраля 2004 — премьера на сцене Пермского театра оперы и балета имени П. И. Чайковского, постановщик — Барт Кук.
- 20 мая 2005 — возобновление в театре имени Палиашвили, Тбилиси[7].
- 13 февраля 2007 — премьера на сцене Большого театра; 2010 год — новая редакция Сандры Дженнингс[8].